# 超豪華!番組対抗かくし芸
『超豪華!番組対抗かくし芸』（ちょうごうか!ばんぐみたいこうかくしげい）は、1980年から1984年までTBS系列で放送された正月特別番組（バラエティ番組）である。全5回。

## 概要
1964年からフジテレビ系列で放送されている『新春スターかくし芸大会』（以降「フジ版」と略記）、前年の1979年から日本テレビ系列で始まった『番組対抗かくし芸大会』（同「NTV版」）に続く、芸能人による正月かくし芸番組。
内容はNTV版と全く同じで、TBS系列で放送されている番組の出演者が番組ごとにチームを編成し、かくし芸を披露するものだが、当番組ではかくし芸を2～4品目紹介したところで、かくし芸を発表した番組出演者が、TBSで放送されているクイズ番組『クイズ100人に聞きました』・『クイズ天国と地獄』・『ザ・チャンス!』に挑戦するという趣向が用意されていた。

## 放送日時
| タイトル                                                     | 放送日       | 放送時間（JST）   | 備考                                |
| ------------------------------------------------------------ | ------------ | ----------------- | ----------------------------------- |
| 超豪華!番組対抗かくし芸大会                                  | 1980年1月1日 | 火曜13:00 - 14:55 | クイズは『クイズ100人に聞きました』 |
| 超豪華!番組対抗かくし芸 スターが競う!クイズ100人に聞きました | 1981年1月2日 | 金曜19:00 - 20:55 | 初のゴールデンタイム                |
| 超豪華!番組対抗かくし芸 スターが競う!クイズ100人に聞きました | 1982年1月3日 | 日曜19:00 - 20:55 |                                     |
| 超豪華!番組対抗かくし芸 スターが競う!クイズ天国と地獄        | 1983年1月2日 | 日曜18:00 - 20:48 |                                     |
| 超豪華!番組対抗かくし芸 スターが競う!ザ・チャンス            | 1984年1月2日 | 月曜9:00 - 11:24  | 唯一の午前放送                      |

NTV版が一貫してゴールデン・プライムタイムで放送し、フジ版が1960年代に2度（1964年と1968年）夕方に放送されていたのに対し、当番組はかくし芸番組では唯一午前に放送された事があった。

## 司会・担当

### 総合司会
- 愛川欽也（1980年 - 1983年）
- 関口宏（1984年。1980年 - 1982年は『クイズ100人に聞きました』の司会担当）
- 星野知子（1982年）
- 中原理恵（1983年）
- 三雲孝江（1984年。当時TBSアナウンサー）

### コーナー担当
- 橋本テツヤ（1980年 - 1982年、『クイズ100人に聞きました』のナレーター）
- 山城新伍（1983年、『クイズ天国と地獄』の司会）
- 伊東四朗（1984年、『ザ・チャンス!』の司会）
- 小川哲哉（1984年、『ザ・チャンス!』のナレーター）

## 参加番組
- ナショナル劇場
  - 水戸黄門シリーズ
    - 水戸黄門（東野英治郎主演版）
    - 水戸黄門（西村晃主演版）
- 桜中学シリーズ
  - 3年B組金八先生 - 第1シリーズと第2シリーズが参加。
  - 2年B組仙八先生
  - 3年B組貫八先生
- Gメンシリーズ
  - Gメン'75
  - Gメン'82
- 噂の刑事トミーとマツ
- ケンちゃんチャコちゃん
- 俺んちものがたり!
- テレビ列島7時
- モーニングジャンボ奥さま8時半です
- たのきん全力投球!
- 鞍馬天狗（草刈正雄主演版）
- 野々村病院物語II - 『無印』は1980年内放送なので参加せず。
- 人間ふしぎ不思議
- ほか[1]

期首特番同様アニメは参加せず、当時継続中のTBSを代表するバラエティ番組『8時だョ!全員集合』も参加しなかった。また当時の『ナショナル劇場』は『水戸黄門』・『大岡越前』・『江戸を斬る』（西郷輝彦主演版）でローテーションを組んでいたが、『水戸黄門』だけが越年放送であるため、『大岡越前』と『江戸を斬る』は参加しなかった。

## その後
当番組が終了後、1985年1月3日には後継番組『番組対抗!クイズ大集合』を放送。これは1983年・1984年に放送されたタモリ司会の『スター対抗クイズ番組大集合』を流用し、『100人』・『天国と地獄』・『チャンス』と『ぴったしカン・カン』の4番組に、1985年1月から始まるドラマ『水戸黄門』（第15部）・『毎度おさわがせします』（第1シリーズ）・『花田春吉なんでもやります』・『スクール☆ウォーズ』の出演者が挑戦するもの。司会はオリジナル版である関口・山城・伊東に、『ぴったし』の小島一慶（当時TBSアナウンサー）が担当した。この企画がやがて1987年春から始まる『クイズまるごと大集合』へと発展する。

## 備考
- 1981年と1982年には、日本テレビ版も同日の18:30 - 20:54枠で放送されたため、同じ内容の番組がぶつかる事になった[1]。
- 1984年版では、同日の18:30 - 20:00に『ザ・チャンス!』の正月スペシャル『ドリフが挑戦・お年玉だョ!ウルトラチャンス』が放送、1日に2度も『ザ・チャンス!』が放送された[1]